# Orthopsyche peta
Orthopsyche peta is een schietmot uit de familie Hydropsychidae. De soort komt voor in het Australaziatisch gebied.